# كاري دانيلز
كاري دانيلز (بالإنجليزية: Carrie Daniels)‏ هي مدربة كرة سلة أمريكية، ولدت في 25 نوفمبر 1972 في سكوتسبورغ في الولايات المتحدة.